# Hinojosa del Duque (Córdoba)
Hinojosa del Duque este un oraș din Spania, situat în provincia Cordoba din comunitatea autonomă Andaluzia. Are o populație de 7.546 de locuitori.
1. ↑  Nomenclátor Geográfico de Municipios y Entidades de Población (20240402 edition)